# Kodeks 0159
Kodeks 0159 (Gregory-Aland no. 0159) – grecki kodeks uncjalny Nowego Testamentu na pergaminie, paleograficznie datowany na VI wiek. Nieznane jest obecne miejsce przechowywania rękopisu.

## Opis
Do dziś zachowała się jedna karta kodeksu (24 na 17 cm) z tekstem Listu do Efezjan (4,21-24; 5,1-3).
Tekst pisany jest dwoma kolumnami na stronę, w 25 linijkach w kolumnie. Jest palimpsestem, tekst górny jest w języku arabskim, zawiera Ewangelię Łukasza.

## Tekst
Tekst kodeksu reprezentuje mieszaną tradycję tekstualną. Kurt Aland zaklasyfikował go do kategorii III.

## Historia
Kodeks datowany jest na VI wiek.
Rękopis był widziany w Kubbat al-Chazna, w Damaszku, obecne miejsce jego przechowywania jest nieznane.